# Sammlung Orléans

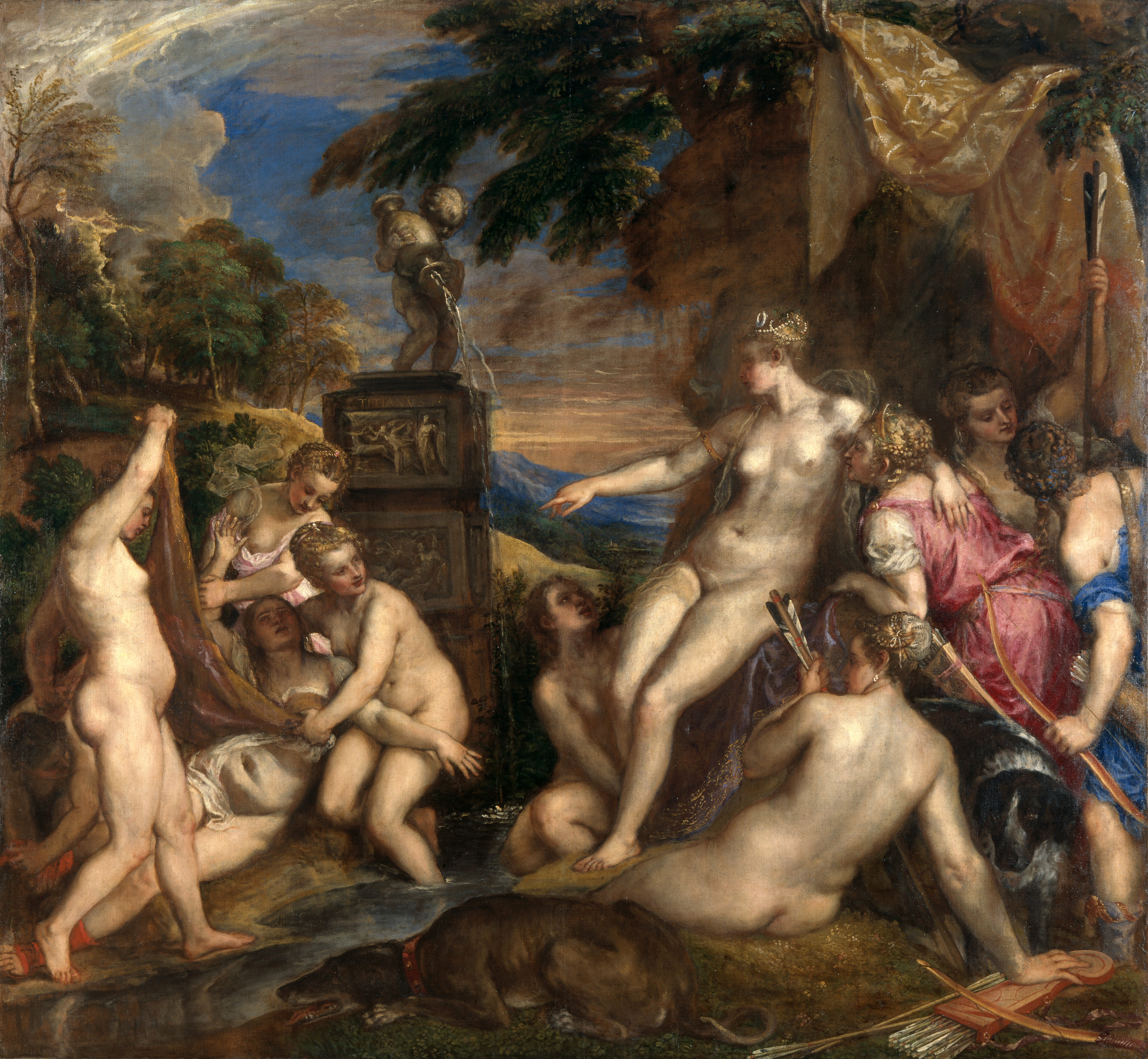
Diana und Kallisto, Tizian, 1556–1559, Scottish National Gallery, Edinburgh

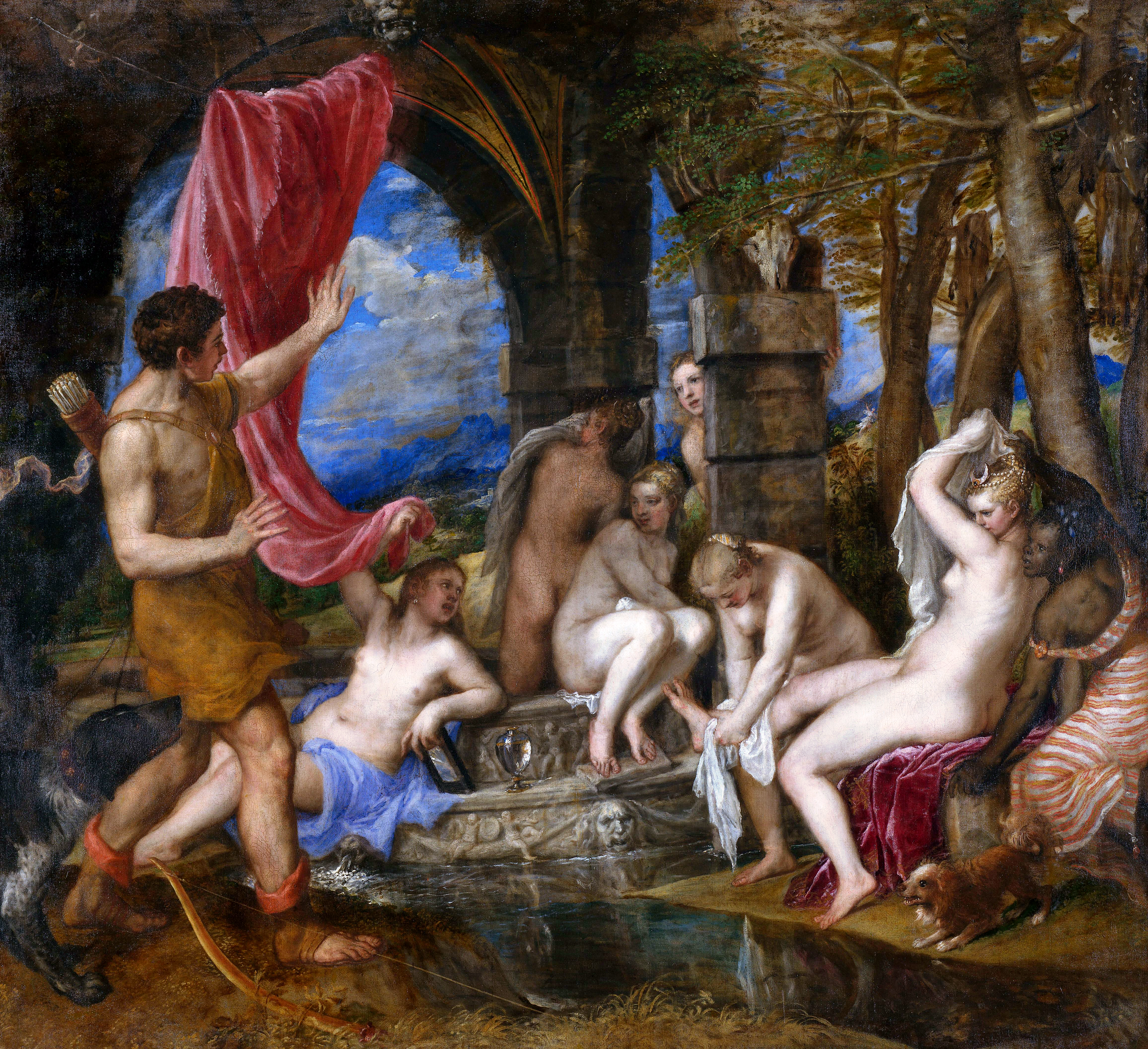
Diana und Actaeon, Tizian, 1556–5159, Scottish National Gallery, Edinburgh

Die Sammlung Orléans war eine der bedeutendsten Gemäldesammlungen des 18. Jahrhunderts. Ihre rund 500 Gemälde, darunter insbesondere Hauptwerke der italienischen Schule, wurden von Philippe II. de Bourbon, duc d’Orléans, zwischen 1715 und seinem Tod 1723 in Paris zusammengetragen. Neben den fürstlichen Gemäldesammlungen, wie sie in Dresden, Madrid oder Stockholm geformt wurden, gilt sie als eine der wichtigsten Sammlungen europäischer Malerei.

## Sammlungsgeschichte

### Vorgängersammlungen in Prag, Stockholm und Rom
Einen Kern der Sammlung Orléans bildet ein Konvolut von Gemälden aus der Sammlung Rudolf II. Seine Kollektion auf der Prager Burg enthielt unter anderem Werke, die bereits der Minister seines Großonkels Karl V., Kardinal Granvelle, im Laufe des 16. Jahrhunderts zusammengetragen hatte, oder die Karl V. von anderen Fürsten wie den Gonzaga in Mantua als Geschenk überreicht worden waren.
Teile der Sammlung Rudolf II. wurden im Dreißigjährigen Krieg die Beute schwedischer Truppen bei ihrer Besetzung der Prager Kleinseite im Jahr 1648. Zusammen mit Bildern, die von den Schweden 1632 in München geraubt wurden waren, bildeten sie einen Grundbestand der später in Stockholm vereinigten Sammlung. Aus dieser entnahm Christina von Schweden 70 bis 80 Gemälde und andere Kunstgegenstände, darunter rund 50 Bilder italienischer Meister, Statuen und Wandteppiche, als sie nach ihrer Abdankung 1654 Schweden verließ und sich schließlich nach ihrer Konversion zum Katholizismus 1655 in Rom niederließ. In Rom erweiterte Christina von Schweden die Sammlung um weitere Meisterwerke, so etwa Bilder aus der Predella des von Raffael geschaffenen Altars der Familie Colonna (1504–1505, Metropolitan Museum of Art, New York). Außerdem erhielt sie von anderen katholischen Regenten Bilder als Geschenk und verschenkte selbst Bilder. So ließ Erzherzog Leopold Wilhelm von Österreich ihr Tizians Tod des Aktaion (1559–1575, National Gallery, London) überbringen. Christina wiederum übergab Philipp IV. Albrecht Dürers Tafeln Adam und Eva (1507, Museo del Prado, Madrid). Nach ihrem Tod 1689 übernahm ihr Erbe und Nachlassverwalter Kardinal Azzolini die Sammlung, doch starb dieser ebenfalls innerhalb von sechs Wochen. Sein Neffe, der Marchese Pompeo Azzolini, erbte daraufhin die Sammlung und verkaufte sie danach an Don Livio Odescalchi. Sie enthielt zu diesem Zeitpunkt 275 Gemälde, wovon 140 italienischen Meistern zugeschrieben wurden. Nach dessen Tod 1713 traten seine Erben, der Marchese Baldassare Odescalchi und Kardinal Erba Odescalchi, in Verhandlung mit Pierre Crozat, der als Unterhändler für Philippe II. de Bourbon fungierte. Der Handel wurde mit der Übergabe der Werke 1721 beschlossen, wobei die französischen Händler kritisierten, dass Königin Christina die Gemälde an den Rändern beschnitten habe.

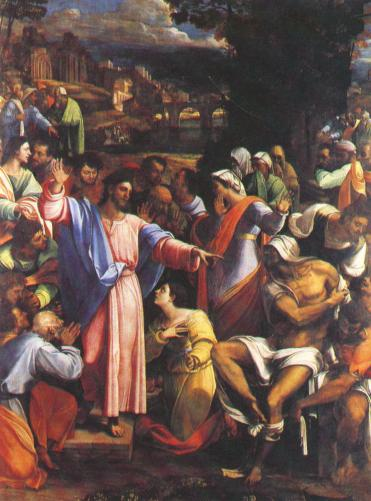
Die Erweckung des Lazarus, Sebastiano del Piombo, 1516–1518, National Gallery, London

### Die Sammlung in Paris
Philippe II. de Bourbon begann ab etwa 1715 intensiv mit der Sammlung von Gemälden und erwarb in diesem Zuge auch die Bilder von Christina von Schweden. 1715, beim Tode Ludwig XIV., wurde Philippe Regent für den minderjährigen Ludwig XV., bis dieser 1723 den Thron bestieg. In diese Phasen fallen nicht nur wichtige Ankäufe für die Gemäldesammlung, sondern Philipp bekam als Regent auch bedeutende Werke geschenkt. So erhielt er von Philipp V. von Spanien drei Werke Tizians aus dessen Poesien-Folge.
Nach dem Ankauf wurde die Sammlung Königin Christinas in Paris im Palais Royal gezeigt. Dort befanden sich die Werke in zwei Raumfolgen im westlichen Flügel der Anlage, die der Vater Philipp II., Philippe I. von Orléans, als Empfangsräume genutzt hatte. Aus einem 1727 angefertigten Katalog der im Palais Royal ausgestellten Werke geht hervor, dass sich dort nur fünfzehn von Philippe I. vererbte Bilder befanden, während der überwiegende Teil der insgesamt 495 Gemälde auf die Sammlungsaktivitäten Philippe II. zurückging. Während des 18. Jahrhunderts war die Sammlung im Palais Royal nicht der königlichen Familie vorbehalten, sondern für einen größeren Publikumskreis zugänglich. Die Popularität der Sammlung und ihrer Werke wurde zusätzlich dadurch gesteigert, dass neben dem Katalog ab 1785 die wichtigsten Werke in einer Serie von 352 Grafiken verbreitet wurden. Diese wurden auf Subskriptionsbasis gehandelt. Die Serie wurde im Laufe der Französischen Revolution unterbrochen und 1808 fertiggestellt.
Weitere Ankäufe von Philippe II. umfassten Bilder wie Sebastiano del Piombos Erweckung des Lazarus (1516–1518, National Gallery, London) oder Nicolas Poussins Die sieben Sakramente (2. Serie 1644–1648, Scottish National Gallery, Edinburgh). Philippe II. erwarb Werke aus den Sammlungen der Erben der Kardinäle Richelieu und Mazarin, von Kardinal Dubois sowie aus den Kollektionen anderer wichtiger französischer Adliger wie der Herzöge von Noailles, Gramont und Vendôme.
Über den Kauf und die Erbschaft von Bildern war die Sammlung Orléans mit anderen berühmten Sammlungen verbunden. So erwarb Philippe II. Werke, die andere französische Händler 1650 im „Sale of the Late King's Goods“ nach der Hinrichtung Karl I. von England erworben hatten. Aus dieser Sammlung gingen dadurch Werke in die Kollektion im Palais Royal über, die Karl I. wiederum aus den Sammlungen der Gonzagas in Mantua erworben hatte. So befand sich im Besitz Philippe II. etwa Giulio Romanos Bild Der junge Jupiter bewacht von den Korybanten auf der Insel Kreta (ca. 1553, National Gallery, London), das sich vorher 1637 im Inventar Karl I. befindet und davor bereits in Mantua nachzuweisen ist. Auch über die Witwe Karl I., die seit 1665 dauerhaft in Frankreich im Exil lebende Henrietta Maria, und über die erste Ehefrau seines Vaters, der Tochter Karl I., Henrietta Anne Stuart, gelangten Werke aus dessen Sammlung in den Besitz Philippe II.

Die Mühle, Rembrandt, 1645–4168, National Gallery of Art, Washington

In ihrem Bestand zeichnete sich die Sammlung insbesondere durch Werke der italienischen Renaissance aus. So besaß sie fünf der ursprünglich für Philipp II. von Spanien gemalten poesies von Tizian, vier mythologische Bilder und vier Allegorien auf die Liebe von Paolo Veronese. Insgesamt umfasste die Sammlung 28 Tizian zugeschriebene Bilder, 12 Werke Raffaels, 16 Gemälde von Guido Reni, 16 von Paolo Veronese, 12 von Jacopo Tintoretto, 25 von Annibale Carracci, 7 von Lodovico Carracci, 3 Bilder von Correggio und 3 von Caravaggio. Neben dem Schwerpunkt auf italienischer Malerei enthielt die Sammlung Orléans zudem besonders Werke französischer, flämischer und holländischer Maler und spiegelt in dieser Auswahl die Vorlieben europäischer Sammler im 17. und beginnenden 18. Jahrhundert musterhaft wider. An französischen Bildern enthielt die Sammlung unter anderen die Sieben Sakramente von Poussin sowie Werke von Philippe de Champaigne und Eustache Le Sueur. Die flämische Sammlung wurde dominiert von Rubens mit 19 Stücken, van Dyck mit 10 und David Teniers d. J. mit 9 Werken. An holländischen Gemälden befanden sich in der Sammlung 6 Bilder von Rembrandt, 7 von Caspar Netscher, 3 von Frans van Mieris d. Ä., 3 von Gerard Dou und 4 von Philips Wouwerman. Zwar ist nach heutigem Kenntnisstand nicht jede dieser Zuschreibungen haltbar, doch enthielt die Sammlung trotz mancher Abschreibungen somit eine Reihe von Meisterwerken europäischer Malerei.
Der Sohn Philipp II., Louis I. de Bourbon, teilte die Kunstliebe seines Vaters nicht ohne Vorbehalte und beschädigte wahrscheinlich aus religiöser Inbrunst Correggios erotisch-mythologisches Gemälde Leda und der Schwan (ca. 1532, Gemäldegalerie, Berlin). An der Provenienzkette dieses Bildes lässt sich exemplarisch die Wanderung einiger Werke darstellen, bevor sie in die Sammlung Orléans eingingen und nachdem sie diese wieder verließen. So gelangte Correggios Werk als Geschenk der Gonzagas aus Mantua an den Hof Karl V. und von dort in die Sammlung Rudolf II. in Prag. Aus dieser wurde es von den schwedischen Truppen nach Stockholm gebracht, um danach von Königin Christina nach Rom mitgenommen zu werden. Von dort kaufte es Philippe II. für die Kollektion im Palais Royal in Paris und von hier wurde das Bild schließlich an Friedrich II. von Preußen veräußert.

### Zerstreuung der Sammlung in London
Der Ur-Urenkel Philippe II., Philippe Égalité, verhandelt wahrscheinlich aus Geldknappheit 1788 mit einem Konsortium unter der Führung von James Christie, dem Gründer des gleichnamigen Auktionshauses, um den Verkauf der Sammlung Orléans. Zuvor hatte er 1787 seine Kollektion von Gemmen und Kameen an Katherina II. von Russland verkauft. Die Verhandlungen kamen bis zur Abmachung, die Werke für 100.000 Guinees zu übergeben. Jedoch konnte James Christie nicht die notwendige Summe aufbringen.
1792 verkaufte Louis-Philippe II. 147 Werke der deutschen, holländischen und flämischen Schule an ein Syndikat um den Londoner Händler Thomas Moore Slade und George Kinnaird, 7. Lord Kinnaird. Dieser Verkauf erregte die Kritik französischer Künstler und der Schuldner von Louis-Philippe II., sodass es die Käufer für sicherer hielten, die Bilder nicht auf dem Landweg nach Calais, sondern per Schiff über die Seine aus Paris zu transportieren. In London wurden die Werke im April 1793 in der Pall Mall Nr. 125 gegen Bezahlung dem Publikum gezeigt und an verschiedene Käufer weitergegeben.
Ebenfalls 1792, noch bevor er verhaftet und im November desselben Jahres hingerichtet wurde, trat Louis-Philippe II. auch in Verhandlung über den Verkauf der Bilder italienischer und französischer Meister. Für 750.000 Livres wurden diese schließlich an Édouard Walkiers, einen Bankier in Brüssel, gegeben, welcher die Werke umgehend an seinen Cousin, den Pariser Sammler Jean-Joseph de Laborde in Paris weiterverkaufte. Dieser verbrachte die Sammlung im Frühjahr 1793 nach London.

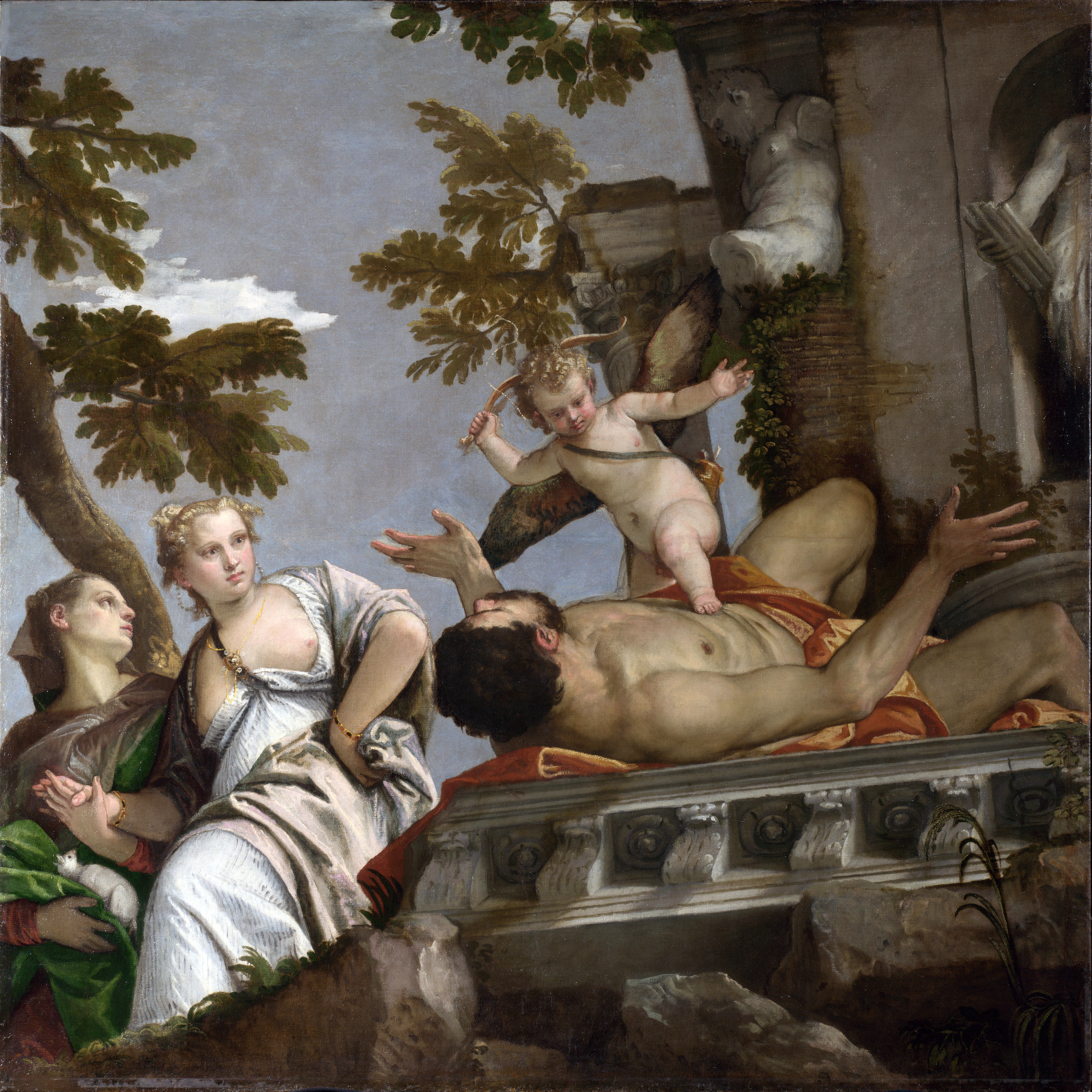
Der Hohn, Paolo Veronese, ca. 1575, National Gallery, London

In London verblieben die 305 Gemälde fünf Jahre in der Sammlung von Laborde. In dieser Zeit versuchte Georg III. mit Unterstützung des Premierministers William Pitt vergeblich, die Bilder für Großbritannien zu erwerben. Erst dem Londoner Käuferkonsortium von Francis Egerton, Duke of Bridgewater, seinem Neffen und Erben, dem Earl Gower, und Frederick Howard, 5. Earl of Carlisle, gelang es, 1798 die Bilder zu erwerben. Den Kaufpreis von 43.500 Pfund brachte zu fünf Achteln der Duke of Bridgewater, zu einem Viertel der Earl of Carslisle und zu einem Achtel der Earl Gower auf. Die Käufer stellten die erworbenen Bilder 1798 sieben Monate lang in Galerien an der Pall Mall und der Strand aus. 1798, 1800 und 1802 fanden Auktionen statt. Jedoch behielt das Konsortium 94 Werke für sich, die weder in den Galerien noch auf den Auktionen verkauft wurden. Dieser kleinen Gruppe gehörten die qualitätvollsten Werke an, weshalb ihr Wert mehr als die Hälfte des insgesamten Wertes des Konvoluts repräsentierte. Die Verkäufe erbrachten insgesamt 42.500 Pfund, womit die Händler ihre Ausgaben fast ausgeglichen hatten und damit sehr günstig in den Besitz der übrigen Gemälde kamen.
Unter den Käufern der Werke finden sich Adlige wie John Bligh, 4. Earl of Darnley, Edward Lascelles, 1. Earl of Harewood, oder William FitzWilliam, 4. Earl FitzWilliam, dessen Sammlung später den Grundstock des Fitzwilliam-Museums in Cambridge bildete. Auch Händler und Bankiers wie Thomas Hope oder John Julius Angerstein, dessen Werke den Ausgangspunkt der National Gallery in London formte, erwarben Bilder. Hinzu kommen als Käufer professionelle Kunsthändler wie Michael Bryan, Maler wie Richard Cosway, und Kunstkenner wie William Beckford oder Samuel Rogers.
Die Gemälde aus dem Besitz von Frederick Howard werden auf dem Sitz der Earls of Carslisle, Castle Howard aufbewahrt, wobei die Sammlung aber durch Verkäufe, Geschenke und Brände verkleinert wurde. Nach dem Tod von Francis Egerton, Duke of Bridgewater, 1803 erbte Earl Gower, inzwischen Marquess of Stafford, dessen Anteil an Werken. Zusammen mit mehr als 250 anderen Gemälden stellte er die 47 aus der Sammlung Orléans in seinen Besitz übergegangenen Bilder ab 1806 in seiner Londoner Residenz, Cleveland House, aus.  Diese Stafford Gallery wurde 1854 von seinem Sohn, Francis Egerton, 1. Earl of Ellesmere, in das neu gebaute Bridgewater House überführt. 
Zu Beginn des Zweiten Weltkrieges wurde die Sammlung im Bridgewater House nach Schottland gebracht. Seit 1946 befinden sich 26 Bilder, darunter 16 Gemälde aus der Sammlung Orléans, in der Scottish National Gallery (früher National Gallery of Scotland) in Edinburgh. Damit ist der Sutherland Loan bzw. Bridgewater Loan die umfangreichste als Konvolut erhaltenen Nachfolgesammlungen. Im Jahr 2008 kündigte der bisherige Besitzer der Gemälde, Francis Egerton, 7. Duke of Sutherland, an, zwei Tizians aus der Sammlung an das Museum verkaufen zu wollen. Im Frühjahr 2009 meldeten die Scottish National Gallery und die National Gallery in London, dass sie Tizians Gemälde Diana und Aktaion für 50 Millionen Pfund erworben haben. 2012 verkaufte der Duke of Sutherland Tizians Werk Diana und Kallisto für 45 Millionen Pfund, Eigentümer wurden wiederum gemeinschaftlich die Scottish National Gallery in Edinburgh und die National Gallery in London.